# Profiniete groep
In de groepentheorie, een deelgebied van de wiskunde, is een profiniete groep een topologische groep die in zekere zin wordt samengesteld uit eindige groepen. Profinieet groepen hebben veel eigenschappen gemeen met hun eindige quotiënten.

## Definitie
Formeel is een profiniete groep een Hausdorff, compacte, en totaal omsamenhangende topologische groep: dat wil zeggen een topologische groep, die ook een Stone-ruimte is. Op equivalente wijze kan men een profiniete groep definiëren als een topologische groep, die isomorf is met de inverse limiet van een invers systeem van discrete eindige groepen. In categorische termen is dit een speciaal geval van een ge(co)filterde limiet constructie.

## Voorbeelden
- Eindige groepen zijn profiniet, wanneer er een discrete topologie is gegeven.

- De groep van {\displaystyle p}-adische gehele getallenl {\displaystyle \mathbb {Z} _{p}} onder optelling is profiniet (in feite procyclisch). Het is de inverse limiet van de eindige groepen {\displaystyle \mathbb {Z} _{p}/p^{n}\mathbb {Z} }, waarbij {\displaystyle n} loopt over de natuurlijke getallen en de natuurlijke afbeeldingen {\displaystyle \mathbb {Z} _{p}/p^{n}\mathbb {Z} \to \mathbb {Z} _{p}/p^{m}\mathbb {Z} } ({\displaystyle n\geq m}) worden gebruikt voor het limietproces. De topologie op deze profiniete groep is dezelfde als de topologie, die voortvloeit uit de {\displaystyle p}-adische valuatie op {\displaystyle \mathbb {Z} _{p}}.

- De galoistheorie van lichaamsuitbreidingen van oneindige graad leidt op natuurlijke wijze tot galoisgroepen die profiniet zijn. Met name als {\displaystyle L/K} een galois-uitbreiding is, beschouwen we de groep {\displaystyle \mathrm {Gal} (L/K)}, die bestaat uit alle lichaamsautomorfismen van {\displaystyle L} welke alle elementen van {\displaystyle K} vast houden. Deze groep is de inverse limiet van de eindige groepen {\displaystyle \mathrm {Gal} (F/K)}, waar {\displaystyle F} over alle tussenliggende gebieden zodanig varieert, dat {\displaystyle F/K} een eindige galois-uitbreiding is. Voor het limietproces, gebruiken we de beperkende homomorfismen {\displaystyle \mathrm {Gal} (F_{1}/K)\to \mathrm {Gal} (F_{2}/K)}, waar {\displaystyle F_{2}\subseteq F_{1}}. De topologie die wij verkrijgen op {\displaystyle \mathrm {Gal} (F/K)} staat bekend als de krull-topologie, vernoemd naar Wolfgang Krull. Waterhouse toonde aan dat elke profiniete groep isomorf is met eentje die voortkomt uit de galoistheorie van enig lichaam {\displaystyle K}, maar men kan (nog) niet controleren welk lichaam {\displaystyle K} in dit geval zal zijn. In feite weet men voor veel lichamen {\displaystyle K} in het algemeen niet welke eindige groepen als galois-groepen over {\displaystyle K} optreden. Dit is het inverse galois-probleem voor een lichaam {\displaystyle K}. (Voor sommige lichamen {\displaystyle K} is het inverse galois-probleem opgelost, zoals het lichaam van de rationale functies in één variabele over de complexe getallen.)

- Beschouwd vanuit het perspectief van de algebraïsche meetkunde zijn fundamentaalgroepen ook profiniete groepen, ruwweg gesproken omdat de algebra alleen eindige bedekkingen van een algebraïsche variëteit kan 'zien'. De fundamentaalgroepen uit de algebraïsche topologie zijn in het algemeen echter geen niet-profiniete groepen.